# Corps blindé mécanisé

Insigne du Corps blindé mécanisé.

Le Corps blindé mécanisé (en anglais : Armored Corps ; en hébreu : חיל השריון, « Hel HaShirion » ou « Shirion ») est un corps d'armée appartenant aux Forces terrestres israéliennes, composante terrestre de Tsahal. Il est principalement composé de chars de combat.
Le corps est équipé de véhicules militaires technologiquement avancés, comme le char de combat Merkava Mark 4, doté du système de protection Trophy. Ses soldats sont armés d'un M16 raccourci et reconnaissables à leur béret noir.
Le commandant du Corps blindé mécanisé est le général de brigade Yigal Slovik. 

## Histoire
À sa création, le Corps blindé mécanisé est fondé sur deux principes : mobilité et vitesse, afin d'exposer le moins possible les véhicules au feu ennemi.
L'unité joue un rôle important durant les guerres auxquelles participe Israël. Lors de la guerre des Six Jours en 1967, le corps blindé mécanisé contourne les lignes égyptiennes et prend, en moins de deux jours, le contrôle de la rive est du canal de Suez. En 1973, il franchit les lignes syriennes dans le plateau du Golan et parvient à moins de 40 km de Damas.
Avec l'évolution des combats auxquels participe Tsahal, qui sont de plus en plus marqués par le combat en milieu urbain, le rôle de l'unité diminue au sein de l'armée. Elle doit s'adapter au combat urbain et les méthodes d'emploi des chars de combat changent au sein de Tsahal. Un faible nombre d'entre eux seulement est employé lors du conflit israélo-libanais de 2006, souvent pour des tâches de routine, patrouille ou ravitaillement. La taille du Corps blindé mécanise diminue progressivement en même temps que le nombre de véhicules qu'il possède. Au lieu de constituer des bataillons comptant six compagnies de chars, ils en comptent désormais trois, mais équipés de chars plus performants. Elles sont suppléées par deux compagnies d'infanterie et une du génie. Le but est de réduire les pertes en matériel en améliorant l'autonomie des unités et leur efficacité en milieu urbain. En 2014 à Gaza, aucun char de combat ne sera ainsi détruit durant la guerre.

## Structure
Les forces actives du corps blindé mécanisé sont composées de 3 brigades régulières et d'une brigade d'entraînement[Quand ?].
Les brigades régulières sont :
- La 401e brigade (appelée « Ikvot HaBarzel »), composée de trois bataillons réguliers et d'un bataillon de reconnaissance. Les soldats de cette brigade manœuvrent le char Merkava Mark 4.
- La 7e brigade (appelée « Sa'ar »), composée également de trois bataillons réguliers et d'un bataillon de reconnaissance. Les soldats de cette brigade manœuvrent le char Merkava Mark 4[3].
- La 188e brigade (appelée « Barak ») composée uniquement de trois bataillons réguliers. Les soldats de cette brigade manœuvrent le char Merkava Mark 4.

La 460e brigade quant à elle est la brigade d'entraînement. Elle est surnommée en hébreu « Bnei Or ».

## Formation
Le soldat suit un entraînement basique de niveau 03 (appelé « Tironout 03 » en hébreu) pendant un mois. Puis débute une période de dix semaines au cours de laquelle il apprendra les spécificités de son futur rôle (tireur, chargeur ou pilote). Il entre ensuite dans une période d'entraînement avancé d'une durée de 16 mois. 